# MEAN : Of My First
《2024-25 MINHO CONCERT - MEAN : Of My First》는 샤이니의 멤버 민호의 첫번째 콘서트 투어이다.

## 개요
2024년 10월 1일, SM 엔터테인먼트는 민호의 정규 앨범 발표 선언과 함께 첫번째 단독 콘서트의 양일간 일정을 공개하였고 뒤이어 8일에는 팬클럽 선예매가, 10일에는 멜론티켓을 통해 일반 예매가 진행되었다.
이를 통해 샤이니는 SM 소속 팀 가운데 최초로 멤버 전원이 솔로 앨범 및 단독 콘서트를 개최한 기록을 달성하였으며, 양일간의 일정을 통해 약 1만여명의 누적 관객을 기록하였다.

## 투어 일정
| 날짜             | 도시     | 국가     | 장소                    | 관객 수       |
| ---------------- | -------- | -------- | ----------------------- | ------------- |
| 2024년 11월 30일 | 서울     | 대한민국 | 고려대학교 화정체육관   | 통산 10,000명 |
| 2024년 12월 1일  | 서울     | 대한민국 | 고려대학교 화정체육관   | 통산 10,000명 |
| 2025년 1월 25일  | 가오슝시 | 대만     | 가오슝 뮤직 센터        | 2,000명       |
| 2025년 2월 8일   | 지바현   | 일본     | 마쿠하리 멧세 이벤트 홀 | 통산 16,000명 |
| 2025년 2월 9일   | 지바현   | 일본     | 마쿠하리 멧세 이벤트 홀 | 통산 16,000명 |
| 2025년 3월 8일   | 마카오   | 마카오   | 브로드웨이 시어터       | 3,000명       |
| 2025년 3월 16일  | 마닐라   | 필리핀   | 뉴 프론티어 극장        | 4,000명       |

## 세트 리스트
- Concert Start -
- Would You Mind
- Affection
- Came And Left Me
- FIREWORKS
- Round Kick

- Ment -
- 놓아줘 (Chase)

- VCR Music Video (Something About U) -
- CALL BACK
- Slow Down
- I Don't Miss You
- Runaway

- Band Introduction -
- Prove It
- 그래 (I'm Home)
- Stay For A Night

- Ment -
- Because Of You
- Waterfall

- Dancer Introduction -
- Heartbreak
- Something About U

- Encore -
- View
- Body Rhythm

- Ment -
- You're Right
- Choice

## 제작
- 주최, 주관 : SM 엔터테인먼트, 크림라이브 유나이티드